# Asediul Ascalonului
Asediul Ascalonului a avut loc în 1153 în timpul unei campanii militare a regelui Balduin al III-lea, ducând la capturarea cetății egiptene de către Regatul cruciat al Ierusalimului.

## Context
Ascalon a fost cea mai mare și importantă fortăreață de frontieră a Egiptului fatimid. Bătălia de la Ascalon s-a dat în apropierea orașului în 1099, în urma primei Cruciade și cuceririi Ierusalimului de către cruciați. Deși cruciații au fost victorioși, disputele interne din tabăra lor au permis Ascalonului să rămână în mâinile egiptenilor. Ulterior, fatimizii au reușit să lanseze raiduri în regat în fiecare an pornind din acest punct, astfel că granița sudică a regatului cruciat a rămas instabilă. Dacă această cetate ar fi căzut, atunci poarta de acces spre Egipt ar fi fost deschisă. Prin urmare, garnizoana fatimidă din Ascalon a fost meținută puternică și numeroasă.
După eșecul celei de-a doua Cruciade în 1148, Conrad al III-lea al Germaniei a încercat să asalteze fortăreața, dar a fost forțat să se retragă atunci când nici un ajutor nu a venit de la Ierusalim sau de la alți cruciați. Între timp, teritoriile din estul și nordul Ierusalimului au fost unificat sub Nur ad-Din, care a condus Mosulul și Alepul și adus Damascul sub influența sa după a doua Cruciadă. În 1149, Nur ad-Din a învins trupele Principatului Antiohiei în bătălia de la Inab. Cu toate, acestea Nur ad-Din nu a reușit să cucerească în întregime Antiohia, nici nu a reușit să pătrundă departe în Regatul Ierusalimului, dar și Ierusalimul nu putea decât face puțin în nord și în est, cu întreaga zonă fiind unită sub un singur conducător puternic. Prin urmare, regatul cruciaților a trebuit să privească spre Egipt dacă dorea să se extindă.
În jurul anului 1150, Balduin al III-lea al Ierusalimului a reconstruit orașul Gaza, la acel moment aflat în ruine. Orașul a fost înmânat Cavalerilor Templieri și întărit împotriva atacurilor continue dinspre Ascalon, aflat la 25 km spre sud-vest. De la înființarea regatului, au fost construite și alte cetăți pentru a se apăra de Ascalon. Acestea au fost Ibelin, la aproximativ 32 km nord-est de Ascalon, aproape de coastă, Blanchegarde, la aprox. 25 km est-nord-est, Beth Gibelin 30 km în est și Montgisard lângă Ramla, la 45 de kilometri nord-est.
Cu toate acestea, Regatul Ierusalimului a fost în curând divizat de războiul civil. Balduin al III-lea era moștenitorul legal al regatului, însă mama sa, regina Melissenda, a condus regentul din 1143. În 1152, Balduin a solicitat în cele din urmă controlul deplin al regatului; după câteva lupte scurte, a reușit să atingă acest obiectiv. Mai târziu, în acel an, Balduin a învins și o invazie a turcilor selgiucizi asupra regatului. Încurajat de aceste victorii, Balduin a decis să facă și un atac asupra Ascalonului în 1153. Întreaga armată a Ierusalimului a mers spre cetate și a început să distrugă livezile din împrejurimi în ianuarie. Patriarhul Fulcher a fost de asemenea prezent, alături de Raimond du Puy de Provența și Bernard de Tremelay, maeștrii Ospitalierilor și respectiv, Templierilor, precum și toți ceilalți mari baroni ai regatului, inclusiv Hugo de Ibelin, Filip de Milly, Humphrey de Toron și Raynald de Châtillon. Asediul a fost efectuat atât pe uscat cât și pe mare, cu flota comandată de Gerard de Sidon. Forța cruciată a fost susținută și de un grup mare de pelerini, care se aflau în drumul lor spre Ierusalim.
De partea fatimidă, orașul era apărat de către membrii tribului local Kananiia, precum și de un contingent de cavaleri din Cairo, cu o forță de 400-600, care era rotată la fiecare șase luni. Ca răspuns la atacul cruciaților, vizierul Ibn as-Sallar a început să pregătească întăriri pentru apărarea orașului în martie, precum și o expediție navală. Armata a pornit și a ajuns până la Bilbeis, în timp ce Ibn al-Sallar a supravegheat pregătirile finale ale flotei, inclusiv o verificare navală și plata echipajelor. Comandanții armatei de la Bilbeis, conduși de fiul lui Ibn al-Sallar, Abbas ibn Abi al-Futuh, au lansat un complot pentru a omorî vizierul, care a și fost ucis la 3 aprilie. Armata sa întors în Cairo, unde Abbas a devenit vizier, lăsând Ascalonul în cea mai mare parte destinului său. Flota fatimidă însă, a pornit spre Ascalon și a dispersat ușor escadra slabă a cruciaților formată din 15 nave, dar, întrucât portul orașului nu era potrivit pentru susținerea unei flote pentru perioade îndelungate, a trebuit să se reîntoarcă în Egipt.
S-au construit turnuri de asediu, și timp de cinci luni au existat multe ciocniri și victorii și înfrângeri de ambele părți. Ascalonul era vast și practic impenetrabil; în spatele zidurilor sale masive erau de două ori mai mulți apărători decât erau în afară, având și provizii de alimente care să ajungă pentru ani întregi. În mai, flota egipteană a sosit în port pentru a reaproviziona orașul; Gerard de Sidon nu putea face nimic pentru ai opri. Cu toate acestea, un alt atac a avut loc în luna august, când asediații au încercat să ardă un turn de asediu cruciat; vântul a împins focul înapoi împotriva propriilor ziduri, provocând o colapsare a unei secțiuni mari din zid. Potrivit lui Guillaume de Tir, cavalerii Ordinului Templier s-au grăbit să treacă prin breșă fără cunoștința lui Balduin, în acest răstimp Bernard de Tremelay și aproximativ patruzeci de templieri au fost uciși de garnizoana egipteană. Corpurile lor au fost expuse pe ziduri, iar capetele lor trimise califului îm Cairo. Într-o menționare diferită, dată de un cronicar din Damasc, asaltarea zidurilor este pur și simplu menționată ca fiiind precursoară căderii orașului; nemenționând incidentul cu templierii. Din cauza antipatiei personale a lui Guillaume de Tir față de Ordin și a veștilor inexacte care ajungeau în Europa în timpul cruciadelor, menționarea lui trebuie tratată cu prudență; dar indiferent de ce se crede, Bernard a fost ucis în timpul luptelor.
Către sfârșit, cruciații obosiseră și se sugera să fie abandonat asediul. Ospitalierii și patriarhul Ierusalimului, totuși, l-au convins pe rege că erau pe punctul de a birui. Trei zile mai târziu a fost făcut un alt atac și o altă intrare a fost forțată. După lupte dure, orașul a căzut cruciaților pe 19 august, iar cetatea a fost predată oficial trei zile mai târziu. Orășenilor li sa permis să plece în pace, cei mai mulți au fugit în Egipt.

## Consecințe
Ascalon a fost transformat într-o eparhie direct subordonată patriarhiei Ierusalimului. Moscheea orașului a fost transformată într-o biserică. Orașul a fost adăugat și Comitatului de Jaffa, care era deținut de fratele lui Balduin al III-lea, Amalric. 
Căderea Ascalonului a contribuit și la căderea Egiptului fatimid. Amalric l-a succedat pe fratele său ca rege al Ierusalimului în 1162, iar în anii 1160 a condus numeroase expediții de la Ascalon în adâncul Egiptului. Aceste invazii ale cruciaților nu au avut succesul scontat, și nu reușit să aducă Egiptul sub controlul lui Amalric.